# Jeneč (stacja kolejowa)
Jeneč – stacja kolejowa w miejscowości Jeneč, w kraju środkowoczeskim, w Czechach. Znajduje się na wysokości 375 m n.p.m.
Na stacji nie ma możliwość zakupu biletów, a obsługa podróżnych odbywa się w pociągu. 

## Linie kolejowe
- 120 Praha - Kladno - Lužná u Rakovníka - Rakovník